# 문경 봉암사 삼층석탑
문경 봉암사 삼층석탑(聞慶 鳳巖寺 三層石塔)은 대한민국 경상북도 문경시, 봉암사 사찰에 있는 통일신라 시대의 삼층석탑이다. 1963년 1월 21일 대한민국의 보물 제169호로 지정되었다.

## 개요
봉암사에 자리잡고 있는 3층 석탑이다.
탑은 건물의 댓돌에 해당하는 기단부(基壇部), 탑의 중심이 되는 탑신부(塔身部), 꼭대기의 머리장식으로 구성되어 있다. 일반적인 통일신라의 석탑은 기단이 2단이나, 현재 땅 위로 드러나 있는 이 탑의 기단은 1단이다. 특이한 것은 지면과 맞닿아 있어야 할 탑의 받침돌 밑면에 또 하나의 받침이 있어 혹시 이것이 아래층 기단이 아닐까 하는 생각이 들지만, 그러기에는 너무 넓어 보인다.
또 하나의 특징은 머리장식 모두가 완전히 남아 있어서 한국 석탑의 기준이 되는 귀중한 유례라는 점이다. 탑의 머리장식은 인도의 탑에서 유래했으며 인도탑의 소형화가 우리나라 탑의 머리에 적용되었다. 탑의 가장 윗부분에 놓이며 여러 개의 구성요소가 차례로 올려져 가장 장식적으로 마련되는 부분이기도 하다.
9세기 통일신라 헌덕왕(재위 809∼826)때 세워진 것으로 추정되는 이 탑은 기단 구조가 특이하고, 탑신의 각 층 비례와 균형이 적절하여 아름답다.

## 같이 보기
- 봉암사

## 참고 자료
- 문경 봉암사 삼층석탑 - 국가유산청 국가유산포털